# 장한별
장한별(1990년 7월 4일 ~ )은 오스트레일리아의 가수이다. 음악 그룹 레드애플의 멤버였으며, 현재는 솔로로 활동중이다.

## 생애
1990년 7월 4일 호주에서 태어난 한별(장한별)은 오스트레일리아 브리즈번에서 태어났으며, 호주 퀸즐랜드대학교 치대 재학 중이다. 4개 국어 (한국어, 영어, 불어, 라틴어)에 능통하다. 2011년 11월 11일 레드애플 어쩌다 마주친 티저영상으로 알려졌으며, 레드애플의 3집 앨범 CODA로 데뷔하였다. 영어이름은 Jason Jang이다.

## 학력
- 퀸즐랜드대학교 치의학과 (중퇴)

## 음반 활동
- 2011.11.11 3집 CODA 레드애플 [Led apple]
- 2012.02.03 4집 Time Is Up 레드애플 [Led apple]
- 2012.03.09 5집 SADNESS 레드애플 [Led apple]
- 2012.07.05 EP Run To You 레드애플 [Led apple]
- 2012.08.07 해운대 연인들 OST Part 1 레드애플 [Led apple]
- 2012.11.16 6집 바람아 불어라
- 2013.02.07 I`ll Be There For You (7급 공무원 ost)
- 2013.05.14 With Coffee (레드애플 한별&지아)
- 2013.05.27 밥은 제때 먹는지
- 2013.06.17 EP Bad Boys
- 2013.07.31 EP Gimmi Gimmi Love (Japan Album)
- 2013.11.04 바람따라
- 2013.12.11 예쁜남자 OST Part 4
- 2013.12.25 Greatest World
- 2015.10.15 Shooting star ( 발칙하게 고고 OST Part3 )
- 2016.02.24 겨울바람 ( 리멤버 - 아들의 전쟁 OST )
- 2016.09.24 그 말 (불어라 미풍아 OST Part3)
- 2017.03.28 봄이 왔어요 (싱글)
- 2017.04.23 뭣 같은 LOVE (싱글) Feat. 린지 of 피에스타
- 2017.04.23 바람아 불어라 (싱글)
- 2017.04.23 봄이 왔어요 (싱글)
- 2017.04.23 Shooting Star (싱글)
- 2018.02.15 새벽 한시 (싱글)
- 2018.11.10 너를 사랑해 ( 나는 길에서 연예인을 주웠다 OST )

## 활 동

### MC
- 2011년~2013년 '이승연과100인의 여자 MC
- 2012년 '엠넷(Mnet) - US엠카운트다운 MC
- 2012년 '아리랑 TV - 심플리 K팝 MC
- 2012년 '김형준의 뮤직하이 MC
- 2012년~2013년 '아리랑 TV - After School Club MC

### 방송
- 2012년 'MTV - 레드애플 엔터테인먼트단'
- 2012년 '도전 1000곡 참가'
- 2012년 '좋은 아침'
- 2012년 '스펀지 (게스트 참가)'
- 2012년 '세바퀴 출연'
- 2012년 '대한민국 교육위원회'
- 2012년 '드림팀 2'
- 2012년 '쇼챔피언 (Sadness)'
- 2012년 '쇼챔피언 (Sadness)'
- 2012년 '특종 스타 몬스터즈'
- 2012년 '쇼챔피언 (바람아불어라)'
- 2012년 '유희열의 스케치북'
- 2012년 '불후의 명곡 출연'
- 2013년 '세바퀴 출연'
- 2013년 '불후의 명곡 출연'
- 2013년 '불후의 명곡 출연'
- 2013년 '쇼챔피언 (바람따라)'
- 2012년~2013년 '박상면의 전파왕'
- 2013년 '아이돌 스타 육상 수영 선수권대회'
- 2013년 '스타페이스오프 출연'
- 2017년 '믹스나인'

### 드라마
- 2012년 SBS《아름다운 그대에게》 레드애플 (게스트)

### 뮤직비디오
- 2011 3집 CODA 레드애플 [Led apple]
- 2012 4집 Time Is Up 레드애플 [Led apple]
- 2012 5집 SADNESS 레드애플 [Led apple]
- 2012 EP Run To You 레드애플 [Led apple]
- 2012 6집 바람아 불어라
- 2013 With Coffee (레드애플 한별&지아)
- 2013 밥은 제때 먹는지
- 2013 EP Bad Boys
- 2013 EP Gimmi Gimmi Love (Japan Album)
- 2013 바람따라
- 2013 Greatest World
- 2017.04.23 뭣 같은 LOVE (싱글) Feat. 린지 of 피에스타
- 2017.04.23 봄이 왔어요 (싱글)
- 2017.04.23 Shooting Star (싱글)
- 2018.02.15 새벽 한시 (싱글)
- 2018.11.10 너를 사랑해 ( 나는 길에서 연예인을 주웠다 OST )

### 시구
- 2012 KBO 넥센 히어로즈 목동야구장 시구 (Sadness)
- 2012 KBL 신한은행 안산 와동체육관 시구 (Sadness)
- 2012 KBO 넥센 히어로즈 목동야구장 시구 (바람아 불어라)

## 관련 인물
- 광연
- 영준
- 규민
- 효석
- 건우 (1991년)